# Безматерных, Константин Алексеевич
Константи́н Алексе́евич Безма́терных (родился 22 марта 1988 года в Перми) — российский тренер по фигурному катанию, в прошлом фигурист, выступавший в парном катании. С партнёршей Ксенией Красильниковой стал чемпионом мира среди юниоров в 2008 году.

## Карьера

### Спортивная

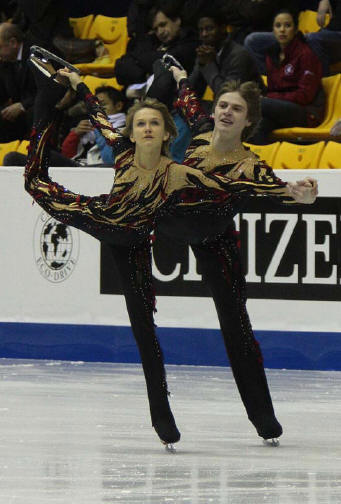
Ксения Красильникова и Константин Безматерных на финале юниорской серии Гран-при в 2008 году.

Константин начал кататься на коньках в возрасте четырёх лет. Встал в пару с Ксенией Красильниковой в 2002 году, тренировался вместе с ней у Валентины и Валерия Тюковых в Перми.
Ксения и Константин дважды становились бронзовыми призёрами чемпионата мира среди юниоров (в 2006 и 2007 году), и наконец, в 2008 году завоевали чемпионский титул турнира.
В сезоне 2008—2009, Ксения и Константин, совместно с тренерами приняли решение остаться ещё на год в «юниорах». Они победили на этапе Гран-при среди юниоров в Мексике, затем на этапе в Белоруссии стали четвёртыми, но всё равно прошли в финал серии. Во «взрослой» серии Гран-при пара была заявлена на этап в Китае, однако из-за травмы Ксении была вынуждена отказаться от выступления. К финалу юниорского Гран-при Ксения успела восстановиться, и на этом турнире пара стала третьей. На чемпионате России 2009 они стали лишь четвёртыми, проиграв Илюшечкиной и Майсурадзе борьбу за попадание в сборную на чемпионаты Европы и мира. В феврале 2009 года неудачно выступили на Универсиаде — стали шестыми (из семи участвующих пар).
Весь сезон 2009—2010 Ксения Красильникова страдала от травмы спины, из-за чего пара была вынуждена сняться с двух из трёх турниров, в которых участвовала, в том числе и с чемпионата страны. Сразу после национального первенства стало известно, что Ксения Красильникова оставляет любительский спорт, а Константин переезжает в Санкт-Петербург к Тамаре Москвиной. Весной 2010 года, Тамара Николаевна сообщила, что Константин будет выступать в паре с Сабиной Имайкиной. После того, как пара заняла 10 место на чемпионате России и 4 на Универсиаде, Тамара Москвина заявила, что поставила Константина в пару с 14-летней Оксаной Нагалатий. В паре они выступили на чемпионате России 2012, заняв 11 место.
В следующем сезоне Константин вместе с тренером Артуром Дмитриевым переехал в Москву и встал в пару с Екатериной Петайкиной. Однако это сотрудничество продолжалось недолго и вскоре спортсмен перешёл в тренеры.

### Тренерская
Начал работать с группой спортсменов, в том числе с лучшими парниками из Литвы — Годой Буткуте и Никитой Ермолаевым. С ними дебютировал, как тренер, на чемпионате Европы. Однако уже через несколько дней, после соревнований в Словакии, литовские фигуристы перешли к другому тренеру.
Также в Санкт-Петербурге Константин тренирует и группу молодых начинающих фигуристов.

## Спортивные достижения
(с Е. Петайкина)
| Соревнования/Сезон | 2012—2013 |
| ------------------ | --------- |
| Чемпионаты России  | 11        |

(с О.Нагалатий)
| Соревнования/Сезон | 2011—2012 |
| ------------------ | --------- |
| Чемпионаты России  | 11        |

(с С. Имайкиной)
| Соревнования/Сезон | 2010—2011 |
| ------------------ | --------- |
| Чемпионаты России  | 10        |
| Зимние Универсиады | 4         |

(с К. Красильниковой)
| Соревнования/Сезон                       | 2004—2005 | 2005—2006 | 2006—2007 | 2007—2008 | 2008—2009 | 2009—2010 |
| ---------------------------------------- | --------- | --------- | --------- | --------- | --------- | --------- |
| Чемпионаты мира среди юниоров            |           | 3         | 3         | 1         |           |           |
| Чемпионаты России                        | 8         | 9         |           | 5         | 4         | WD        |
| Чемпионат России среди юниоров           |           |           | 1         | 1         |           |           |
| Этапы Гран-при: NHK Trophy               |           |           |           |           |           | 6         |
| Этапы Гран-при: Cup of Russia            |           |           |           | 5         |           |           |
| Nebelhorn Trophy                         |           |           |           |           |           | WD        |
| Зимние Универсиады                       |           |           |           |           | 6         |           |
| Финалы юниорского Гран-при               |           |           | 2         | 1         | 3         |           |
| Этап юниорского Гран-при, Мексика        |           |           |           |           | 1         |           |
| Этап юниорского Гран-при, Беларусь       |           |           |           |           | 4         |           |
| Этап юниорского Гран-при, Великобритания |           |           |           | 2         |           |           |
| Этап юниорского Гран-при, Германия       |           |           |           | 3         |           |           |
| Этап юниорского Гран-при, Чехия          |           |           | 1         |           |           |           |
| Этап юниорского Гран-при, Тайвань        |           |           | 4         |           |           |           |
| Этап юниорского Гран-при, Япония         |           | 2         |           |           |           |           |
| Этап юниорского Гран-при, Хорватия       |           | 2         |           |           |           |           |
| Этап юниорского Гран-при, Белград        | 6         |           |           |           |           |           |
| Этап юниорского Гран-при, Франция        | 4         |           |           |           |           |           |

WD = снялись с соревнований